# Tatjana Sormaz
Tatjana Sormaz (Belgrado, 24 september 1968) is een Nederlandse politica en onderneemster.
Van 2009 tot 2013 was zij voorzitter van Jong MKB Nederland. In 2022 richtte zij de Capelse fractie van Belang van Nederland (BVNL) op en behaalde hiermee een zetel bij de gemeenteraadsverkiezingen in datzelfde jaar. In 2023 was zij wethouder in de nieuwe fusiegemeente Voorne aan Zee.

## Loopbaan
In 1968 werd Sormaz geboren in Belgrado, toentertijd gelegen in het voormalige Joegoslavië. Op vijfjarige leeftijd verhuisde zij met haar ouders naar Rotterdam, waar zij het gymnasium afrondde en sociologie studeerde aan de Erasmus Universiteit.
In 2006 begon Sormaz een eigen onderneming in de communicatiebranche. In 2009 werd zij gekozen tot landelijk voorzitter van Jong MKB Nederland. Onder haar voorzitterschap werd het Jong MKB-manifest aan toenmalig minister Jan Kees de Jager overhandigd, werden de Jong MKB-er van het Jaar-verkiezingen gehouden en werd in 2011 en 2013 de Euronext-beurs geopend.
In 2009 schreef Sormaz mee aan het landelijke verkiezingsprogramma van de VVD, genaamd Orde op Zaken. In 2010 en 2012 was Sormaz verkiesbaar als kandidaat-Tweede Kamerlid namens de VVD. In 2013 lichtte zij Elsevier Weekblad in over misstanden binnen de VVD. Hierna verliet zij de partij.
In 2016 was Sormaz nieuwscommentator op NPO Radio 1 bij Nieuws en Co. Verder was zij spreker en dagvoorzitter bij de Speakers Academy.
In januari 2022 richtte Sormaz BVNL Capelle aan den IJssel op en behaalde hiermee een zetel bij de gemeenteraadsverkiezingen van maart 2022.
Eind december 2022  kwam Sormaz vanwege haar achtergrond en ervaring in beeld als beoogd wethouder van de nieuwe fusiegemeente Voorne aan Zee. Op 16 januari 2023 werd zij verkozen en beëdigd. Sormaz' portefeuilles zijn Jeugd en Jongeren, Onderwijs en Werk en Inkomen. Zij overhandigde haar Capelse fractievoorzitter- en raadslidschap over aan de nummer drie van de lijst.
Op 8 mei 2023 diende de coalitie van Voorne aan Zee, behoudens BVNL, op de valreep van de raadsvergadering een motie van wantrouwen in jegens Sormaz, die zelf niet aanwezig was. De gemeenteraad heeft de motie van wantrouwen met 25 stemmen voor en 7 stemmen tegen aangenomen en nadien besloten tot haar ontslag. De media spreekt over een conflict tussen Sormaz en de rest van de coalitie, met name collega-wethouder Peter Schop, over het dossier Basisschool De Verwondering Voorne. In april 2023 had Sormaz al melding gemaakt bij de Wethoudersvereniging van grensoverschrijdend gedrag door Schop en in mindere mate door waarnemend burgemeester Peter Rehwinkel. Hiervan was de gemeenteraad niet op de hoogte tijdens de stemming over de motie van wantrouwen.